# تريفيلوس
تريفيلوس (بالإنجليزية: Triphyllius)‏ (و. القرن 4 – 370 م) هو كاهن كاثوليكي من روما القديمة، ولد في القسطنطينية، توفي في نيقوسيا.

## مناصب
تولى منصب أسقف.

## التعليم
تعلم في مدرسة الحقوق في بيروت.